# Pieter Jansz Hooft

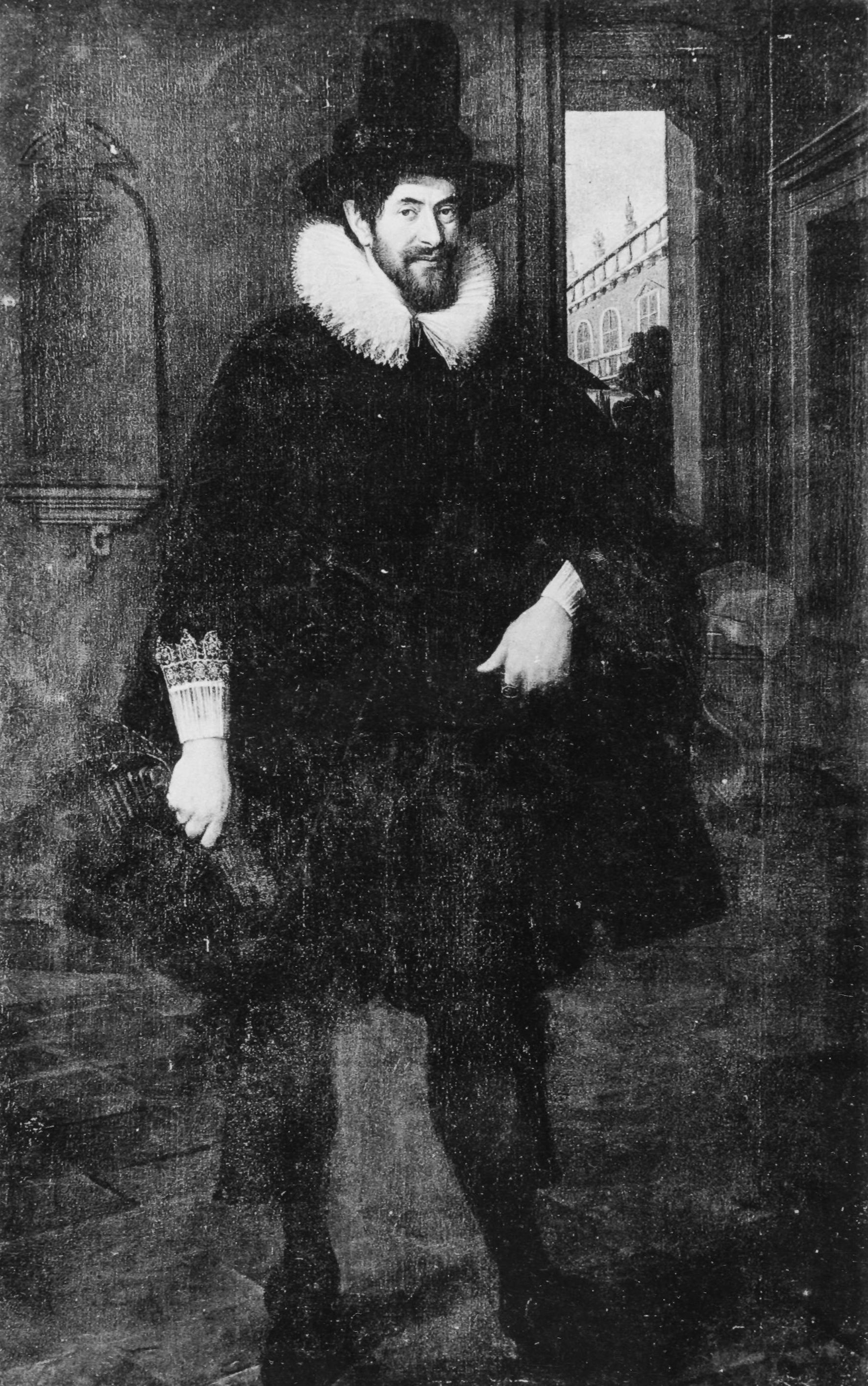
Pieter Jansz Hooft (1619), unbekannter Maler

Pieter Jansz Hooft (* 1574/1575 in Amsterdam; † 14. Januar 1636 ebenda) entstammte der aristokratischen Familie Hooft, welche sich von einer im Handel tätigen Familie zu einem der bedeutenden holländischen Geschlechter des 17. und 18. Jahrhunderts herausbilden konnte. Er war als Gelehrter, Erfinder, Stadtpolitiker und Verwalter tätig.

## Familie

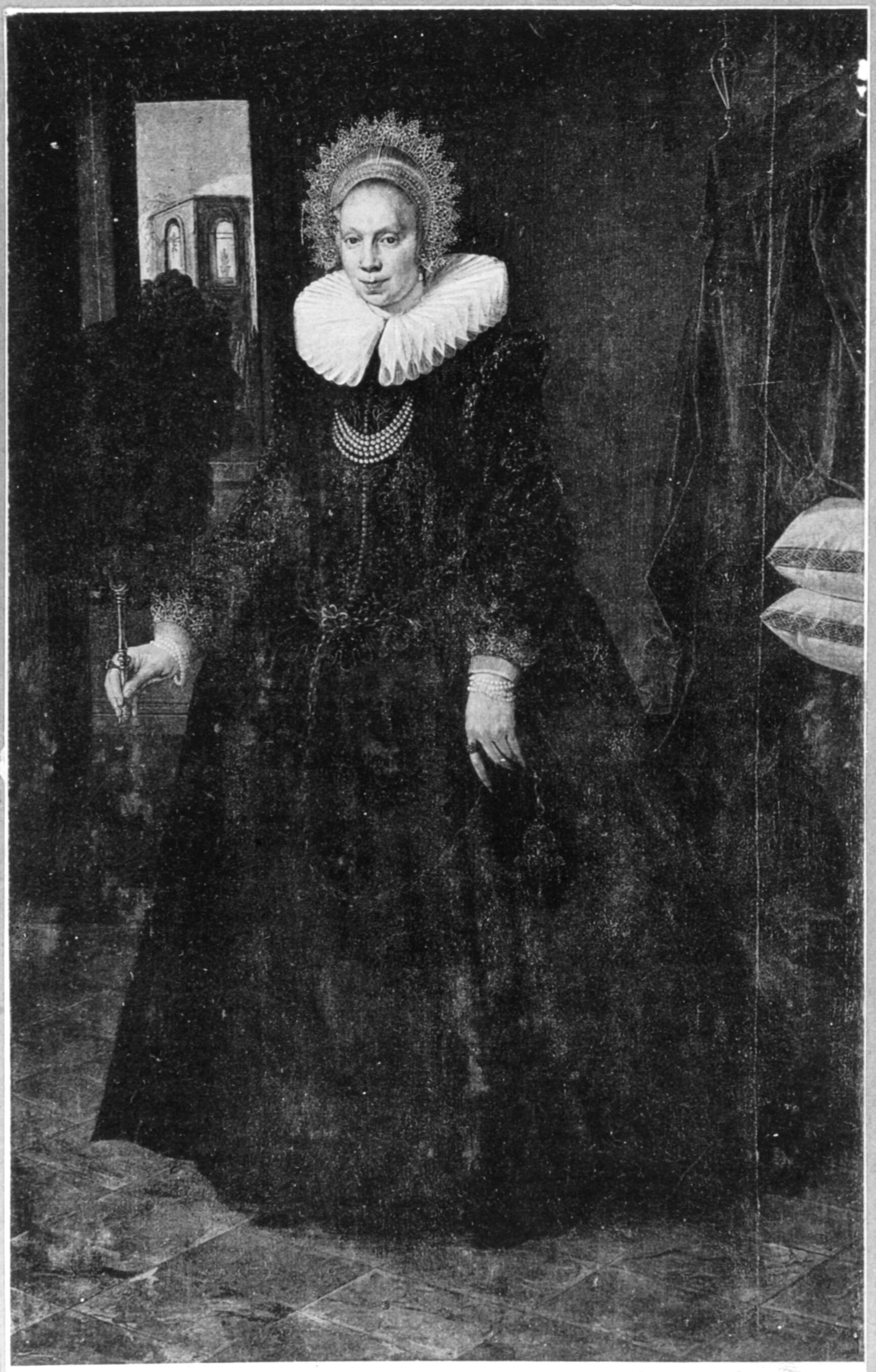
Seine Gattin Gertruid Overlander (1619), unbekannter Maler

Pieters Eltern waren Jan Pietersz Hooft (1543–1602) und Geertruid Lons, einer seiner Onkel war Cornelis Hooft, und dessen Sohn, der Dichter Pieter Corneliszoon Hooft, sein Cousin. Verheiratet war er mit Gertruid Overlander (1577–1653), einer Schwester von Ritter Volkert Overlander. Pieters Schwester Geertruid Jansdr Hooft (1578–1636) war mit demselbigen verheiratet. Seine Tochter Catharina Hooft verehelichte sich mit Cornelis de Graeff, der in erster Ehe schon mit Hoofts Nichte Geertruid Overlander (1609–1634) – Tochter von Volkert Overlander und Geertruid Hooft – verehelicht war. Zu Hoofts näherer Verwandtschaft zählten auch Frans Banning Cocq (über Hoofts Nichte und dessen Ehegattin Maria Overlander van Purmerland), welcher als Kapitän von Rembrandts Nachtwache in die Kunstgeschichte Eintritt fand, sowie der Kartograph Joan Blaeu.

### Wappen

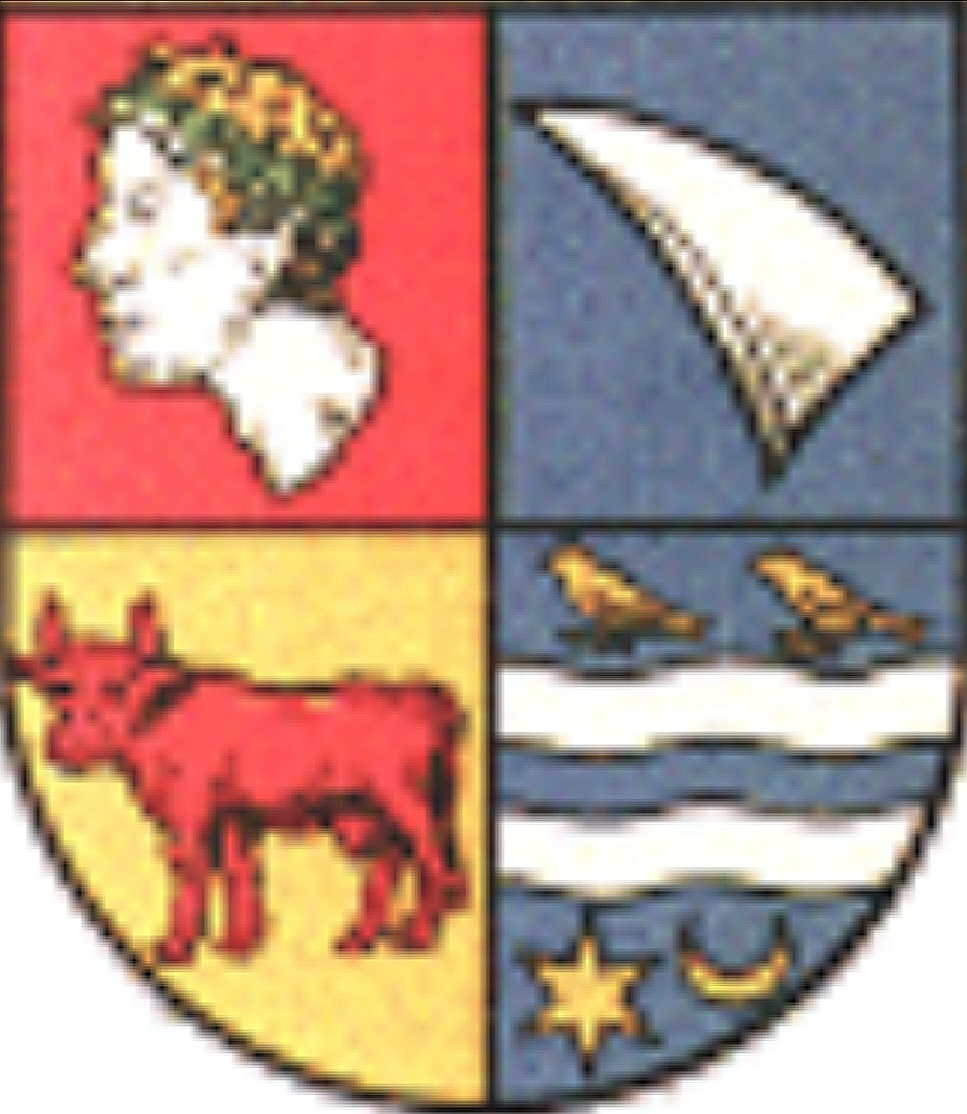
Wappenschild des Pieter Jansz Hooft

Wappenschild: Geviertelt: I In Rot ein bartloser Männerkopf aus Silber mit goldenem Haar, umgeben von einem grünen Lorbeerkranz (Hooft); II Eine antike Pflugschar in Blau, schräg nach rechts mit der Spitze nach oben gestellt (Overlander); III In Gold eine rote Kuh (Lons); IV In Blau zwei gewellte Querbalken aus Silber, von oben begleitet von zwei Zeisigen aus Gold und von unten rechts von einem goldenen Stern (6) und links von einer goldenen Wachsähre (Chijs).

## Leben und Werk
Hooft studierte gemeinsam mit seinem Neffen Pieter Cornelisz Hooft Medizin und Chemie an der Universität Leiden. In den Jahren 1630 und 1631 wurde er auch als Ratsherr und Schöffe in der Amsterdamer Regierung genannt. Ebenfalls trat Hooft als Hoofdingeland van de Purmer (in den Niederlanden bezeichnet dies den höchsten Rang der Deichverwaltung) auf. Weiterhin war er einer der Kuratoren und Lehrenden an der Lateinschule in Amsterdam.

### Perpetuum mobile
Pieter Hooft führte gemeinsam mit seinem Freund Jakob Dircksz de Graeff ein chemisches Labor. Dort erfanden die beiden „Freizeiterfinder“ unter anderem ein Perpetuum mobile, eine sich aus eigenem Antrieb bewegende Maschine. Diese Erfindung wurde von Cornelis Jacobszoon Drebbel am Hof des englischen Stuart-König Jakob I. präsentiert. Drebbel gab die Erfindung als sein eigenes Werk aus; als aber durch eine Unvorsichtigkeit der Königin ihrerseits die Maschine defekt wurde, war Drebbel unfähig, diese zu reparieren. Durch die Unvorsichtigkeit eines seiner Nachfahren gingen auch die unfunktionellen Reste der Maschine verlustig.